# Котенев, Андрей Владимирович
Андрей Владимирович Котенев (род. 15 мая 1994, Мытищи, Московская область) — российский игрок в пляжный футбол. Игрок сборной России. Чемпион мира 2021 года.

## Биография
Родился в Мытищах Московской области.
Начал играть в пляжный футбол в 2014 году. Его первой командой стал «Росич». Впоследствии выступал за «Строгино». В конце 2017 года стало известно о переходе Котенева в московский «Спартак». Спустя год перешёл в «Новатор». На Мундиалито 2019 года защищал цвета белорусского БАТЭ. В марте 2020 года вернулся в «Спартак». Представлял самарские «Крылья Советов» на Кубке европейских чемпионов 2021 года. В декабре 2023 года вместе с клубом «Президент Хейс» из Парагвая стал вице-чемпионом Кубка Либертадорес.
Выступал за сборную России до 23 лет на турнире Inter Cup в 2017 и 2018 годах. Дебют в национальной российской сборной состоялся в 2019 году. Вместе с командой становился чемпионом мира на домашнем турнире 2021 года, за что был награждён Почётной грамотой Президента Российской Федерации.
По итогам 2022 года был включён Всемирной организации пляжного футбола в число 100 лучших игроков в пляжный футбол на планете.
В 2023 году играл в Медийной футбольной лиге за «Народную команду», созданную болельщиками «Спартака».

## Достижения
Сборная
- Чемпион мира: 2021
- Победитель Межконтинентального кубка: 2021
- Победитель Кубка Наций: 2023
- Бронзовый призёр Игр стран СНГ: 2023

Клубные
- Вице-чемпион России: 2020 (Спартак)
- Бронзовый призёр чемпионата России: 2018 (Спартак), 2019 (Крылья Советов)
- Вице-чемпион Кубка Либертадорес: 2023 (Президент Хейс)